# Alto Río Senguer
Alto Río Senguer (také Alto Río Senguerr) je malé město nacházející se na jihozápadě argentinské provincie Chubut v Patagonii. Je administrativním centrem departementu Río Senguer. Město leží na Národní silnici č. 40. Při sčítání lidu v roce 2010 mělo 1570 obyvatel. Hlavní hospodářskou činností je historicky chov ovcí.